# Pavlov (district de Jihlava)
Pour les articles homonymes, voir Pavlov.
Pavlov (en allemand : Pailenz) est une commune du district de Jihlava, dans la région de Vysočina, en République tchèque. Sa population s'élevait à 409 habitants en 2024.

## Géographie
Pavlov se trouve à 8 km au sud-est de Třešť, à 18 km au sud de Jihlava et à 123 km au sud-est de Prague.
La commune est limitée par Třešť et Otín au nord, par Dlouhá Brtnice au nord-est et à l'est, par Stará Říše au sud, et par Nevcehle au sud-ouest, par Panenská Rozsíčka à l'ouest.

## Histoire
La première mention écrite de la localité date de 1358.

## Transports
Par la route, Pavlov se trouve à 9,5 km de Třešť, à 18,5 km de Jihlava et à 149 km de Prague.